# Schwarzbauchweber
Der Schwarzbauchweber (Ploceus melanogaster) zählt innerhalb der Familie der Webervögel (Ploceidae) zur Gattung der Ammerweber (Ploceus).
Der lateinische Artzusatz kommt von altgriechisch μέλας melas, deutsch ‚schwarz‘ und altgriechisch γαστήρ gaster, deutsch ‚Bauch‘.
Der Vogel kommt in Zentralafrika in Bioko, Kamerun, Kenia, Ruanda und Uganda vor.
Das Verbreitungsgebiet umfasst Bergwald von 550 bis 2450 m in Kamerun, ansonsten von 1500 bis 3000 m Höhe.

## Merkmale
Die Art ist 14 cm groß und wiegt zwischen 20 und 28 g. Die Art anders als viele andere Webervögel einen goldgelben Kopf einschließlich Stirn, Wangen, Ohrdecken beim Männchen, beim Weibchen zusätzlich Hals und Kehle. Zügel sind schwarz, Iris rötlich, Schnabel anthrazitfarben. Das übrige Gefieder ist schwarz. Jungvögel sind blasser schwärzlich-olivfarben mit schmutzig grün-gelblicher Maske.

## Geografische Variation
Es werden folgende Unterarten anerkannt:
- P. m. melanogaster Shelley, 1887, Nominatform – englisch Western Black-billed Weaver – Südosten Nigerias, Südwesten Kameruns und Bioko
- P. m. stephanophorus (Sharpe, 1891) – englisch Eastern Black-billed Weaver –  Südsudan, Osten der Demokratischen Republik Kongo, angrenzender Westen Ugandas, Ruanda und Burundi, auch Ostuganda und angrenzendes Kenia

## Stimme
Der Gesang des Männchens wird als klare klingende Töne mit einem langgezogenen Schnarchlaut „da du da du dzirr“ oder als schnelle Serie abfallender Töne in einem trocken tonlosen Rasseln endend beschrieben. Der Ruf erinnert mehr an Nektarvögel als an Webervögel. Der Kontaktruf ist ein harsches „zhink-zhink-zhink“.

## Lebensweise
Die Nahrung besteht hauptsächlich aus Insekten einschließlich Ameisen, geflügelten Termiten, Käfern und Zikaden.
Die Brutzeit liegt im Dezember in Nigeria und Kamerun, im Januar in Bioko, zwischen November und März und im August im Sudan, zwischen Dezember und Januar, Oktober und November sowie Mai und Juni in Uganda, zwischen Januar und April und September in Kenia und der Demokratischen Republik Kongo.
Schwarzbauchweber sind monogam.

## Gefährdungssituation
Der Bestand gilt als nicht gefährdet (Least Concern).